# Amaury Nolasco
Amaury Nolasco Garrido (Puerto Rico, 24 december 1970) is een Amerikaans acteur, die bekend werd door zijn rol als Fernando Sucre in Prison Break.

## Levensloop
Nolasco studeerde biologie aan de Universiteit van Puerto Rico. Eigenlijk was hij niet van plan om acteur te worden. Na diverse rolletjes te hebben gespeeld, verhuisde Nolasco naar New York om daar te studeren aan de toneelschool.
Nolasco kreeg bijrollen in onder meer Arliss, CSI: Crime Scene Investigation en ER. In 2002 speelde hij zijn eerste filmrol in 2 Fast 2 Furious als "Orange Julius". In 2005 werd Nolasco gevraagd voor de rol van Fernando Sucre in de hitserie Prison Break, waarin hij de celmaat van hoofdpersoon Michael Scofield speelt.

## Filmografie

### Films
- 1997: Fall
- 2000: Brother - Victor
- 2002: Final Breakdown - Hector Arturo
- 2003: 2 Fast 2 Furious - Orange Julius
- 2003: The Librarians - G-Man
- 2004: Mr. 3000 - Jorge Minadeo
- 2006: The Benchwarmers - Carlos
- 2007: Transformers - Figueroa
- 2008: Street Kings - Santos
- 2008: Max Payne - Jack Lupino
- 2009: Amored - Palmer
- 2011: The Rum Diary - Segurra
- 2013: A Good Day to Die Hard - Murphy
- 2013: El Teniente Amado - Amado García Guerrero
- 2014: In the Blood - Silvio Lugo
- 2014: Small Time - Barlow
- 2014: Animal - Douglas
- 2016: Fate - De baas
- 2016: Criminal - Esteban Ruiza
- 2017: Locating Silver Lake - Jose
- 2022: The Valet - Benny

### Televisie
- 1999: Arli$$ - Ivory Ortega
- 1999: Early Edition - Pedro Mendoza
- 2000: The Dukes of Hazzard: Hazzard in Hollywood - Cypriano
- 2000: The Huntress - Flaco Rosario
- 2001: CSI: Crime Scene Investigation - Hector Delgado
- 2002: ER - Ricky
- 2003: Georgy Lopez - Jonge Manny
- 2004: Eve - Adrian
- 2005: CSI: NY - Ruben DeRosa
- 2005-2017: Prison Break - Fernando Sucre
- 2009: CSI: Miami - Nathan Cole
- 2010: Southland - Detective Rene Cordero
- 2010: Chase - Marco Martinez
- 2012: Work It Angel - Ortiz
- 2013: Rizzoli & Isles - Rafael Martinez
- 2013: Burn Notice - Mateo
- 2014: Justified - Elvis Manuel Machado
- 2014: Gang Related - Matias
- 2015-2016: Telenovela - Rodrigo Suarez
- 2018: Deception - Mike Alvarez